# A3!
A3! (яп. エースリー Э:сури:, акроним для «Act! Addict! Actors!») — японская игра для мобильников, разработанная Liber Entertainment. Игра была выпущена 27 января 2017 года в Японии, а 23 октября 2019 года и во всём мире. Успех игры привёл к её адаптации в виде нескольких театральных постановок и аниме-сериала.

## Сюжет
Театр «Манкай» находится на грани разорения, накопив множество долгов после исчезновения прошлого руководителя. Главная героиня (в игре её роль берёт на себя игрок), дочь предыдущего руководителя, берёт на себя организацию работы театра и его восстановление.
Чтобы театр приносил доход, на его сцене должны по очереди ставить спектакли четыре труппы, носящие названия в честь четырёх времён года. Якудза ставят условие, что театр не будет закрыт, если получится собрать минимум по пять актёров для каждой труппы и поставить с ними представления, что наберут полный зал в конце показа, а также выплатить весь долг до конца года.
После выплаты долга театр продолжает своё существования, сталкиваясь с новыми испытаниями и ставя новые пьесы. К каждой труппе также присоединяется шестой участник.

## Персонажи
Идзуми Татибана (яп. 立花 いづみ Татибана Идзуми) — главная героиня истории и новый руководитель театра «Манкай», дочь прежнего руководителя, исчезнувшего несколько лет назад. Безумная фанатка карри. Ранее пыталась сама стать актрисой и играть в театре, но бросила это из-за недостатка таланта.
Озвучена: Каори Надзука

### Весна
- Сакуя Сакума (яп. 佐久間 咲也 Сакума Сакуя) — школьник, энергичный лидер весенней труппы. Давно мечтал стать актёром и присоединился к театру «Манкай» за день до его закрытия и начала повествования.

Озвучен: Кодай Сакаи
- Масуми Усуй (яп. 碓氷 真澄 Усуй Масуми) — немногословный школьник. С первого взгляда влюбился в героиню и следует за ней до помешательства.

Озвучен: Юсукэ Сираи
- Цудзуру Минаги (яп. 皆木 綴 Минаги Цудзуру) — студент и третий сын из десяти в своей семье. Чтобы облегчить жизнь своей семье, устраивался на множество подработок. Мечтает стать драматургом, именно он написал все пьесы для постановок «Манкай».

Озвучен: Котаро Нисияма
- Итару Тигасаки (яп. 茅ヶ崎 至 Тигасаки Итару) — уравновешенный и ответственный офисный работник. По крайней мере, именно так он выглядит со стороны. В свободное же время — безумно увлеченный геймер, тратящий на игры каждую свободную минуту.

Озвучен: Синтаро Асанума
- Цитрон (яп. シトロン Ситорон) — иностранец, приехавший в Японию, по его утверждению, чтобы изучать культуру и язык страны. Часто путает слова, так что остальные не всегда понимают, что он хотел сказать.

Озвучен: Масаси Игараси
- Тикагэ Уцуки (яп. 卯木 千景 Уцуки Тикагэ) — коллега Итару, присоединившийся к труппе позже остальных. Успешен в работе, часто разъезжает по командировкам за границу.

Озвучен: Ватару Хатано

### Лето
- Тэмма Сумэраги (яп. 皇 天馬 Сумэраги Тэмма) — лидер летней труппы, старшекласник, но с детства снимался на телевидении и известен как весьма талантливый актёр. Он самоуверен и ненавидит проигрывать, из-за чего плохо ладит с другими.

Озвучен: Такуя Эгути
- Юки Рурикава (яп. 瑠璃川 幸 Рурикава Юки) — школьник, любящий милые вещи, а потому носящий платья и юбки. Он также талантливый дизайнер одежды и создает все костюмы для представлений «Манкай».

Озвучен: Сюнъити Токи
- Муку Сакисака (яп. 向坂 椋 Сакисака Муку) — робкий школьник, увлечённо читающий сёдзё-мангу и старающийся следовать ей, чтобы стать идеальным мужчиной.

Озвучен: Ёситака Ямая
- Мисуми Икаруга (яп. 斑鳩 三角 Икаруга Мисуми) — самопроизвольно пробравшийся в общежитие «Манкай» и начавший там жить странный парень. Буквально помешан на коллекционировании всего треугольного. Обладает отличными атлетическими данными, позволяющими ему буквально бегать по стенам и потолку.

Озвучен: Дайсукэ Хиросэ
- Кадзунари Миёси (яп. 三好 一成 Миёси Кадзунари) — дружелюбный студент, легко заводящий друзей. Он талантливый дизайнер и создает для театра листовки и сайт, а также ведёт его социальные аккаунты и помогает остальным в ведении их блогов.

Озвучен: Рэн Одзава (2017—2020), Томору Акадзава (с 2020)
- Кумон Хёдо (яп. 兵頭 九門 Хё:до: Кумон) — увлекающийся спортом школьник. Присоединился к труппе, желая следовать за своим братом — Дзюдзой.

Озвучен: Тасуку Хатанака

### Осень
- Банри Сэтцу (яп. 摂津 万里 Сэтцу Банри) — старшеклассник и лидер осенней труппы, талантливый хулиган, которому всё даётся легко. Впервые в жизни проиграл кому-либо, подравшись с Дзюдзой. Присоединился к труппе изначально, ища возможность взять реванш.

Озвучен: Тихару Савасиро
- Дзюдза Хёдо (яп. 兵頭 十座 Хё:до: Дзю:дза) — старшеклассник. Он выглядит устрашающе, поэтому окружающие боятся его. Намерен изменить себя через игру в театре. Старший брат Кумона и кузен Муку.

Озвучен: Сюнсукэ Такэути
- Таити Нанао (яп. 七尾 太一 Нанао Таити) — старшеклассник, присоединившийся к театру, потому что хочет стоять на сцене, чтобы стать популярным среди девушек. Изначально был подослан «Божественной труппой», чтобы доставлять неприятности «Манкай».

Озвучен: Кэнто Хама
- Оми Фусими (яп. 伏見 臣 Фусими Оми) — студент, интересующийся фотографией и делающий большинство промо-снимков для театра. Будучи старшим сыном в семье, состоящей только из мужчин, отлично готовит и работает по хозяйству, из-за чего в «Манкай» его прозвали «мамой». В школьные годы был одним из лидеров байкерской банды.

Озвучен: Кэнтаро Кумагаи
- Сакё Фуруити (яп. 古市 左京 Фуруити Сакё) — член якудзы. Он знает о театре даже больше, чем его менеджер. Изначально именно он грозил закрыть театр из-за долгов. После присоединения к труппе взял на себя всю бухгалтерию.

Озвучен: Ёити Хосэ
- Адзами Идзумида (яп. 泉田 莇 Идзумида Адзами) — школьник, мечтающий стать визажистом. Сын главы клана якудзы, в котором состоит Сакё.

Озвучен: Сэя Кониси

### Зима
- Цумуги Цукиока (яп. 月岡 紬 Цукиока Цумуги) — лидер зимней труппы, выпускник, подрабатывающий репетиторством. Мечтал стать актёром вместе с Тасуку, но после того, как ему отказали в приёме в Божественную труппу, растерял всю уверенность в своих навыках.

Озвучен: Ацуси Тамару
- Тасуку Такато (яп. 高遠 丞 Такато: Тасуку) — профессиональный актёр, был одной из звёзд Божественной труппы, пока не решил её покинуть и уйти в «Манкай». Был членом студенческого театрального клуба вместе с Цумуги и злился на того, когда он почти что забросил театр.

Озвучен: Такуя Сато
- Хисока Микагэ (яп. 御影 密 Микагэ Хисока) — безработный, потерявший память и не знавший, куда пойти, пока его не взяли в «Манкай». В прошлом был секретным агентом. Почти всё время проводит, заснув в любом подходящем месте. Его можно разбудить, только пообещав зефир.

Озвучен: Дзюнта Тэрасима
- Хомарэ Арисугава (яп. 有栖川 誉 Арисугава Хомарэ) — эксцентричный поэт. Он интересует всем, имеющим отношение к искусству. Остальная труппа находит его стихи «странными», так что все были удивлены, узнав, что он не просто печатается, но и у его стихов есть фанаты.

Озвучен: Тосиюки Тоёнага
- Адзума Юкисиро (яп. 雪白 東 Юкисиро Адзума) — привлекательный мужчина с нежными манерами, собранный и спокойный в кризисных ситуациях. Его возраст неизвестен.

Озвучен: Тэцуя Какихара
- Гай (яп. ガイ) — бывший королевский адъютант Цитрона. Он редко проявляет эмоции и называет себя андроидом.

Озвучен: Сатоси Хино

## Медиа

### Игра
А3! была выпущена на iOS и Android 27 января 2017 года в Японии. Cybird лицензировала игру для выпуска на английском языке. Первоначально запуск планировался на июнь 2018 года, но английская версия вышла только 23 октября 2019 года.
18 декабря 2020 года Liber Entertainment сообщила, что голос Рэна Одзавы, озвучивавшего Кадзунари Миёси, будет убран из игры после выдвинутых против актёра обвинений в домашнем насилии. 25 декабря 2020 года он был заменен Томору Акадзавой, до этого игравшего роль Кадзунари в спектаклях.

### Музыка
Записанная для игры музыка включает вокал таких исполнителей, как Масаёси Ониси, Юки Кимура, Хигэ Драйвер, R.O.N., член Elements Garden Асука Ода, Рёта Суэмасу, Такэюки Тонэгава, член Round Кацутоси Китагава, Yuyoyuppe и член Tweesees Рэйдзи Окии. Музыка издаётся Pony Canyon.

### Спектакли
С 2018 года ставится серия спектаклей под общим названием Mankai Stage A3!. Первый из них, Mankai Stage A3! Spring & Summer 2018, шёл с 28 июня по 8 июля 2018 года в Токио и 13-16 июля в Киото, а затем повторно в Токио с 26 октября по 4 ноября 2018 года. Спектакли весенней и летней трупп демонстрировали по чередующемуся расписанию. Второй, Mankai Stage A3! Autumn & Winter 2019, демонстрировался в Токио с 31 января по 11 февраля 2019 года, а затем 23-24 февраля в Ямагути и с 27 февраля по 3 марта в Осаке, после чего вернулся в Токио для финальных постановок с 15 марта по 24 марта 2019 года
После первых двух спектаклей новые постановки были полностью посвящены каждой из трупп. Mankai Stage A3! Spring 2019 шёл с апреля по июнь 2019 года, тогда как четвёртый спектакль, Mankai Stage A3! Summer 2019, — с августа по сентябрь того же года. Постановки Mankai Stage A3! Autumn 2020 шли с января по март 2020 года, тогда как Mankai Stage A3! Winter 2020 планировался идти с апреля по июнь 2020 года.
В дополнение к этим спектаклям актёры Mankai Stage A3! ведут собственную радиопередачу Mankai Stage A3! Radio, идущую с 6 октября 2018 года на Nippon Broadcasting System. Они также участвовали в Stage Fes, организованном Avex, вместе с другими мюзиклами по произведениям для отаку. Первый сольный концерт Four Seasons Live 2020 планировался на сентябрь 2020 года.
Mankai Stage A3! участвовали в рекламе таких брендов, как Utena и Orangina.

### Аниме
В феврале 2019 года была анонсирована адаптация истории в виде аниме. Кэйсукэ Синохара должен был занять место режиссёра, а Наоки Хаяси — сценариста. Масару Ёкояма и Кана Хасигути написали музыку. Анимацией сериала занялись студии P.A. Works и Studio 3Hz. Аниме-версия разделена на две части. Первая из них — A3! Season Spring & Summer — изначально планировалась к трансляции с января по март 2020 года, а вторая — A3! Season Autumn & Winter — с июля по сентябрь. Права на распространение аниме на английском приобрела компания Funimation, запланировавшая выпуск версий как с субтитрами, так и с дубляжом.
Показ A3! Season Spring & Summer начался 13 января 2020 года. Изначально из-за «проблем с производством» показ четвёртой серии был отложен, а затем перенесён ещё на две недели, пока официально не было объявлено, что сериал будет показан с самого начала с 6 апреля 2020 года. A3! Season Autumn & Winter при этом был отложен на октябрь 2020 года из-за пандемии COVID-19.

## Критика
Игра A3! была скачана 800 000 пользователей в течение трёх дней после выхода игры в Японии, при этом 300 000 пришлись на день релиза. На 21 февраля 2017 года игру скачали более 2 млн раз, на март 2018 года количество скачиваний игры достигло 5 млн. A3! была номинирована на Google Play Best в 2017 году.
В превью аниме A3! Season Spring & Summer критики Anime News Network отметили общую схожесть сериала с другими произведениями об идолах, хотя в этот раз речь и идёт об актёрах, а не музыкантах. Сценарий с самого начала явно указывает на прошлое в виде мобильной игры, где необходимо собрать всю команду с нуля. Дизайн и характеры персонажей не предоставляют ничего выделяющегося из своих архетипов.